# Galeriegrab Wünnenberg
Das Galeriegrab Wünnenberg war eine megalithische Grabanlage der Jungsteinzeit bei Bad Wünnenberg im Kreis Paderborn (Nordrhein-Westfalen). Es wurde vermutlich in der zweiten Hälfte des 19. Jahrhunderts zerstört. Die Existenz des Grabes ist nur durch eine Erwähnung Wilhelm Engelbert Giefers’ belegt, der es als eines von mehreren Galeriegräbern in der Umgebung der Wewelsburg auflistet. Der genaue Standort des Grabes ist unbekannt. Ebenso fehlen Angaben zur Orientierung, den Maßen und dem genauen Aufbau. Giefers erwähnt lediglich, dass 1855 bei Wewelsburg ein Grab (Galeriegrab Wewelsburg I) entdeckt wurde, das eine Länge von etwa 50 Fuß (ca. 16 m; tatsächlich 19,5 m Gesamtlänge bzw. 16,2 m innere Kammerlänge) hatte und dass alle anderen aufgelisteten Gräber einschließlich des Galeriegrabs Wünnenberg diesem ähnlich seien. Giefers gibt außerdem an, dass in allen Gräbern menschliche Knochen gefunden wurden, über Grabbeigaben schreibt er allerdings nichts.